# یان لومانسروبن
یان لومانسروبِن (انگلیسی: Jan Löhmannsröben؛ زادهٔ ۲۱ آوریل ۱۹۹۱) بازیکن فوتبال اهل آلمان است.
از باشگاه‌هایی که در آن بازی کرده‌است می‌توان به باشگاه فوتبال کایزرسلاوترن و باشگاه فوتبال ماگدبورگ ۱ اشاره کرد.